# Gyula Rákosi
Dans le nom hongrois Rákosi Gyula, le nom de famille précède le prénom, mais cet article utilise l’ordre habituel en français Gyula Rákosi, où le prénom précède le nom.
Gyula Rákosi (né le 9 octobre 1938 à Budapest en Hongrie) est un footballeur international hongrois, qui évoluait au poste d'attaquant, avant de devenir entraîneur.

## Biographie

### Carrière de joueur

#### Carrière en sélection
Avec l'équipe de Hongrie, il joue 41 matchs (pour 4 buts inscrits) entre 1960 et 1968. 
Il joue son premier match le 22 mai 1960 contre l'Angleterre et son dernier le 11 mai 1968 contre l'URSS.
Il figure dans le groupe des sélectionnés lors des Coupes du monde de 1962 et de 1966. Il joue trois matchs lors du mondial 1962 : contre l'Angleterre, l'Argentine et la Tchécoslovaquie. En 1966, il joue de nouveau trois matchs : contre le Brésil, la Bulgarie et enfin l'URSS.
Il participe également à l'Euro de 1964, ainsi qu'aux Jeux olympiques de 1960.

## Palmarès
| Ferencváros - Championnat de Hongrie (4) : - Champion : 1962-63 et 1964, 1967 et 1968. - Vice-champion : 1959-60, 1965, 1966, 1970 et 1970-71. - Coupe de Hongrie (2) : - Vainqueur : 1955-58 et 1971-72. - Finaliste : 1966. - Coupe des villes de foires (1) : - Vainqueur : 1964-65. - Finaliste : 1967-68. |  | Hongrie - Jeux olympiques : - Bronze : 1960. |